# 王峻 (梁)
王 峻（おう しゅん、466年 - 521年）は、南朝斉から梁にかけての政治家。字は茂遠。本貫は琅邪郡臨沂県。

## 経歴
呉興郡太守の王秀之の子として生まれた。著作佐郎を初任としたが受けず、中軍廬陵王法曹行参軍・太子舎人・邵陵王文学・太傅主簿を歴任した。竟陵王蕭子良の厚遇を受けた。司徒主簿に転じたが、父が死去したため職を辞した。服喪が終わると、太子洗馬に任じられ、建安王友となった。寧遠将軍・桂陽郡内史として出向した。蕭衍が起兵すると、上流の諸郡の多くは騒擾に巻き込まれたが、王峻は門を閉ざして情勢を看視し、桂陽郡は落ちついていたので、人々は王峻を頼った。
天監初年、召還されて中書侍郎に任じられた。蕭衍は王峻の風采を喜び、陳郡の謝覧とならんで賞を与えた。まもなく吏部にうつり、征虜安成王長史に転じた。また太子中庶子・游撃将軍をつとめた。宣城郡太守として出向し、3年のあいだ統治した。召還されて侍中の位を受け、度支尚書に転じた。本官のまま起部尚書を兼ね、太極殿の起居をつかさどった。任期を終えると、征遠将軍・平西長史・南郡太守として出向した。まもなく智武将軍・鎮西長史・蜀郡太守に転じた。召還されて左民尚書となり、歩兵校尉を兼ねた。吏部尚書に転じ、選抜した人材は高位に上った。
王峻は風雅な人柄で、競争心がなかった。謝覧と並び称され、謝覧のほうでは対抗心を燃やしたが、王峻は淡然として保身につとめ、派手な仕事をしなかった。長らくして病のため解職を求めた。金紫光禄大夫に転じたが、受けなかった。普通2年（521年）、死去した。享年は56。諡は恵子といった。
子に王琮があった。

## 伝記資料
- 『梁書』巻21 列伝第15
- 『南史』巻24 列伝第14